# جان کراسلند
جان کراسلند (انگلیسی: John Crosland؛ ۱۰ نوامبر ۱۹۲۲ – ۶ مهٔ ۲۰۰۶) بازیکن فوتبال اهل بریتانیا بود.
از باشگاه‌هایی که در آن بازی کرده‌است می‌توان به باشگاه فوتبال بلکپول، باشگاه فوتبال ویسبچ، و باشگاه فوتبال ای‌اف‌سی بورنموث اشاره کرد.
وی همچنین در تیم ملی فوتبال England "B" بازی کرده‌است.